# Otto Adler (Gewerkschafter)
Otto Adler (* 23. Januar 1876 in Lobenstein; † 21. Dezember 1948 in Hannover) war ein deutscher führender Gewerkschaftsfunktionär.

## Leben
Otto Adler trat im Alter von 20 Jahren 1896 als Fabrikarbeiter dem Fabrikarbeiterverband (FAV) bei. Dieser wählte ihn 1908 zum Geschäftsführer der FAV-Zahlstelle Flensburg.
Mitglied auch der SPD, wirkte Adler 1911 bis 1920 für die Partei als Vorsitzender im Ortsausschuss Harburg.
Auf dem 13. Verbandstag des FAV im Juli 1920 wurde Otto Adler zum Sekretär der Betriebsräte-Abteilung gewählt und damit zugleich in den Hauptvorstand des FAV.
Für die Sozialdemokratische Partei Deutschlands zog Adler in Hannover von 1924 bis 1929 als Bezirksverordneter in die kommunale Politik. Nachdem er 1929 zum ehrenamtlichen Senator gewählt worden war, zog er – im Jahr der Machtergreifung durch die Nationalsozialisten – bei den Wahlen vom 12. März 1933 erneut für die SPD als Bezirksverordneter in die hannoversche Kommunalpolitik. Doch schon am 17. Mai des Jahres legte er sein Amt nieder – und wurde noch im selben Jahr erstmals verhaftet.
1944 wurde Adler schließlich in das Konzentrationslager Neuengamme verbracht.
Nach der Befreiung durch die alliierten Truppen wurde Otto Adler in der Britischen Besatzungszone im Dezember 1946 zum Vorsitzenden der IG Chemie-Papier-Keramik gewählt, um dann auf dem „Vereinigungsverbandstag der drei westlichen Besatzungszonen“ im Oktober 1948 zum 1. Vorsitzenden der IG Chemie Papier Keramik gewählt zu werden – wenige Wochen vor seinem Tod.

## Dokumente (unvollständig)

### AufwärtsDigitalisate
- Otto Adler / Und was sagten die Generale?. In: Aufwärts. Jugendzeitschrift des Deutschen Gewerkschaftsbundes (Brit. Zone), Nr. 13, Jahrgang 1 (December 4, 1948); teildigitalisiert auf digicoll.library.wisc.edu

### Nachlass
Durch den Sohn von Albin Karl, Hans Karl, wurden 1968 Dokumente erworben, die sich heute im Archiv des Bundesvorstandes des DGB in Düsseldorf finden. Unter anderem im dortigen „Kasten 3 / Korrespondenz, Berichte, Vortrags-MSS, Denkschriften. Von Albin Karl und Dritten (1946–1948)“ finden sich weitere Unterlagen und Belege zu Otto Adler.